# Sandro Zeller
Pour les articles homonymes, voir Zeller.
Sandro Zeller est un pilote automobile suisse né le 16 novembre 1991 à Uster, dans le Canton de Zurich.

## Biographie
Sandro Zeller est le fils de Jo Zeller (en), champion de suisse de Formule 3 à quinze reprises et fondateur de l'équipe Jo Zeller Racing.

## Carrière
Il commence le karting en 2006 puis accède à la monoplace en 2008 en Formula Lista Junior avec l'écurie de son père, il finit 14e du championnat 2006, et 5e du championnat 2009 avec une victoire.
En 2010, il passe en Coupe d'Allemagne de Formule 3. En 2011, il remporte la Coupe de Suisse de Formule 3 avec 9 victoires. Il participe ensuite à la Formule 3 Euro Series en 2012 et au Championnat d'Europe de Formule 3 en 2013 et en 2014.
Il est triple champion de Suisse de Formule 3 en 2016, 2017 et 2018 puis quadruple champion d'Autriche de Formule 3 en 2019, 2020, 2021 et 2022.

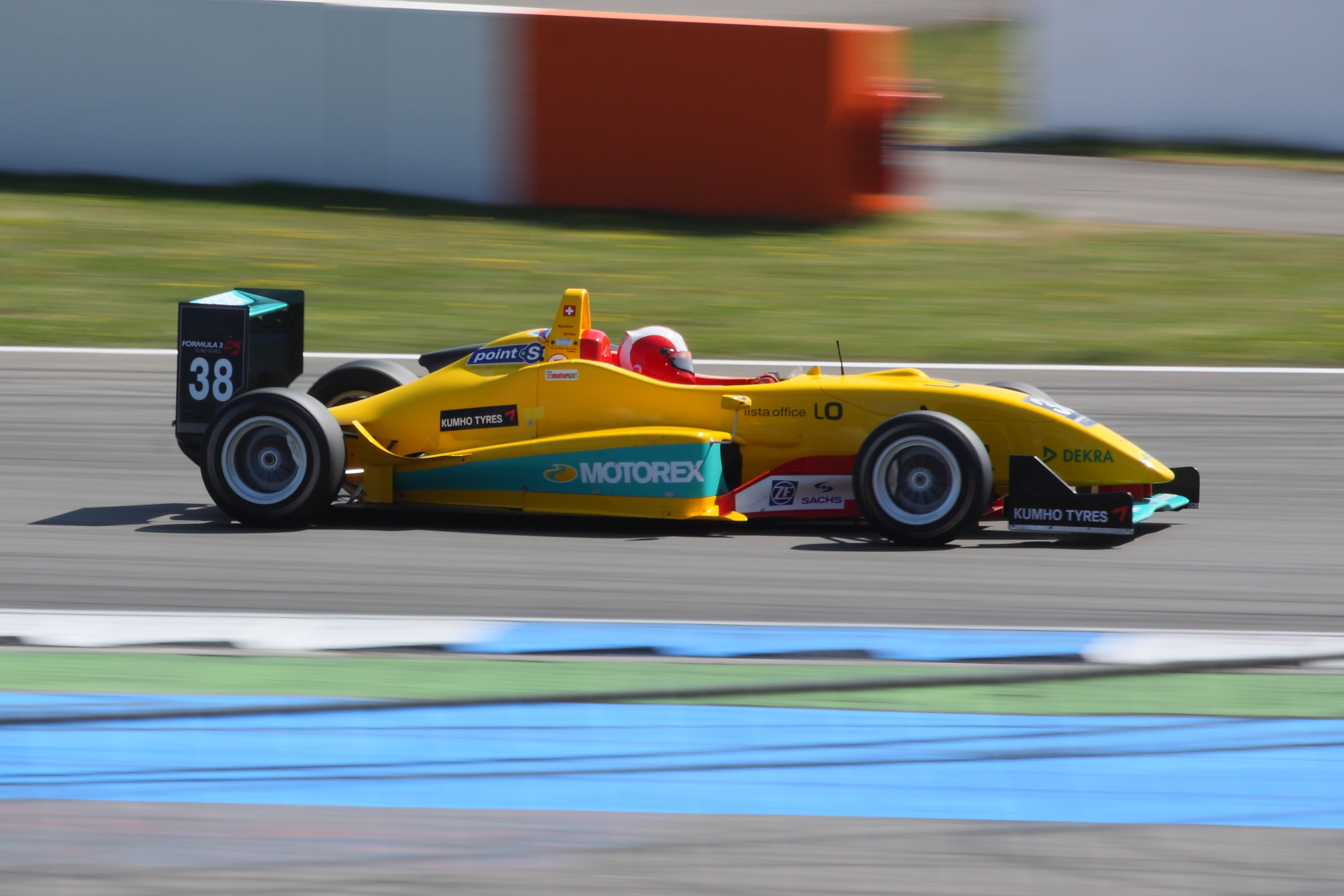
Sandro Zeller en Formule 3 allemande en 2010 à Hockenheim
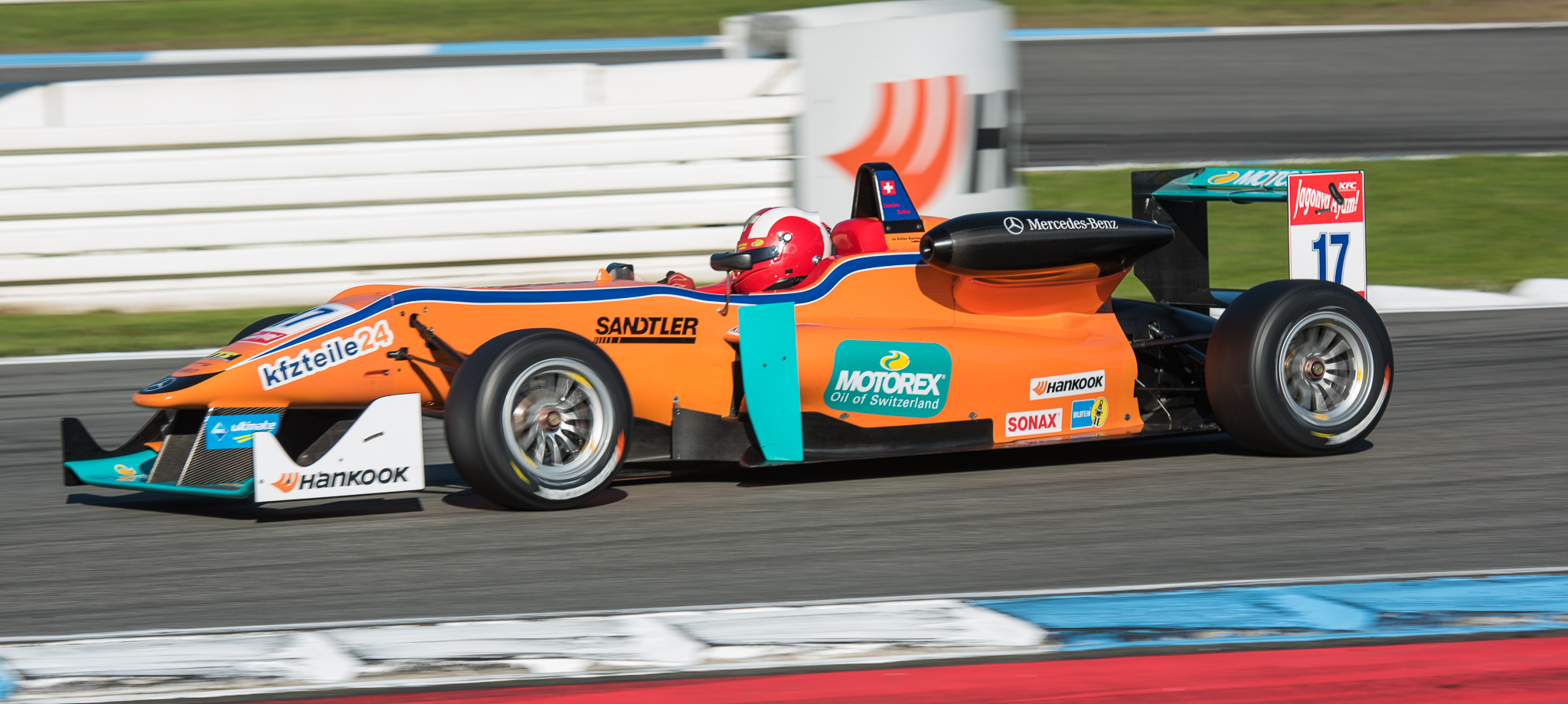
Sandro Zeller en Formule 3 européenne en 2014 à Hockenheim
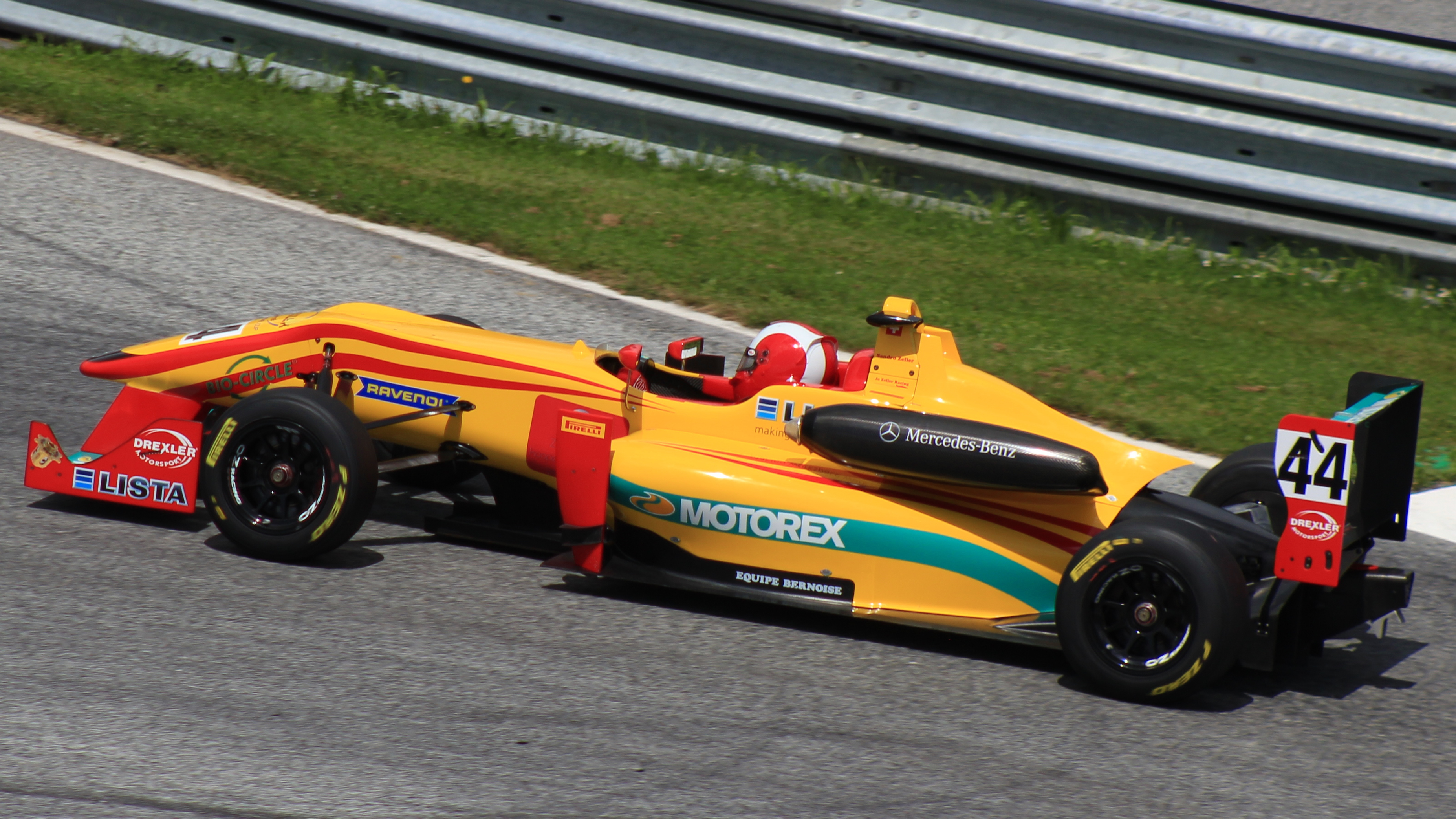
Sandro Zeller en Formule 3 autrichienne en 2022 à Spielberg

## Résultats en compétition automobile

### Résultats en monoplace

#### Résultats dans les formules de promotion
| Saison | Compétition                          | Équipe           | Courses | Victoires | Pole Positions | Meilleurs tours | Podiums | Points | Classement    |
| ------ | ------------------------------------ | ---------------- | ------- | --------- | -------------- | --------------- | ------- | ------ | ------------- |
| 2008   | Formule Lista Junior                 | Jo Zeller Racing | 12      | 0         | 1              | 0               | 0       | 17     | 14e           |
| 2009   | Formule Lista Junior                 | Jo Zeller Racing | 12      | 1         | 1              | 1               | 4       | 115    | 5e            |
| 2009   | Championnat d'Allemagne de Formule 3 | Jo Zeller Racing | 2       | 0         | 0              | 0               | 0       | 0      | pilote invité |
| 2010   | Championnat d'Allemagne de Formule 3 | Jo Zeller Racing | 16      | 0         | 0              | 0               | 0       | 3      | 17e           |
| 2010   | Formule 3 Euro Series                | Jo Zeller Racing | 4       | 0         | 0              | 0               | 0       | 0      | pilote invité |
| 2011   | Championnat d'Allemagne de Formule 3 | Jo Zeller Racing | 6       | 0         | 0              | 0               | 0       | 5      | 15e           |
| 2011   | Formule 3 Euro Series                | Jo Zeller Racing | 9       | 0         | 0              | 0               | 0       | 0      | pilote invité |
| 2012   | Formule 3 Euro Series                | Jo Zeller Racing | 24      | 0         | 0              | 0               | 0       | 23     | 12e           |
| 2013   | Championnat d'Europe de Formule 3    | Jo Zeller Racing | 30      | 0         | 0              | 0               | 0       | 0      | 27e           |
| 2013   | Masters de Formule 3                 | Jo Zeller Racing | 1       | 0         | 0              | 0               | 0       | N/A    | 17e           |
| 2014   | Championnat d'Europe de Formule 3    | Jo Zeller Racing | 30      | 0         | 0              | 0               | 0       | 0      | 27e           |

#### Résultats en coupe d'Autriche de Formule 3
| Saison | Compétition                      | Équipe           | Courses | Victoires | Pole Positions | Meilleurs tours | Podiums | Points | Classement |
| ------ | -------------------------------- | ---------------- | ------- | --------- | -------------- | --------------- | ------- | ------ | ---------- |
| 2010   | Remus Formel 3 Cup               | Jo Zeller Racing | 8       | 3         | 6              | 5               | 6       | 115    | 3e         |
| 2011   | Remus Formel 3 Cup               | Jo Zeller Racing | 12      | 9         | 8              | 7               | 12      | 225    | Champion   |
| 2012   | Remus Formel 3 Cup               | Jo Zeller Racing | 10      | 7         | 7              | 7               | 10      | 185    | 2e         |
| 2015   | Remus Formel 3 Cup               | Jo Zeller Racing | 4       | 1         | 0              | 1               | 3       | 71     | 7e         |
| 2016   | Remus Formel 3 Cup               | Jo Zeller Racing | 12      | 9         | 6              | 4               | 11      | 243    | Champion   |
| 2017   | Remus Formel 3 Cup               | Jo Zeller Racing | 14      | 9         | 8              | 6               | 13      | 300    | Champion   |
| 2018   | Remus Formel 3 Cup               | Jo Zeller Racing | 14      | 13        | 7              | 9               | 13      | 326    | Champion   |
| 2019   | Drexler Automotive Formula 3 Cup | Jo Zeller Racing | 22      | 16        | 5              | 4               | 20      | 298    | Champion   |
| 2020   | Drexler Automotive Formula 3 Cup | Jo Zeller Racing | 12      | 11        | 4              | 11              | 11      | 225    | Champion   |
| 2021   | Drexler Automotive Formula 3 Cup | Jo Zeller Racing | 10      | 5         | 2              | 3               | 8       | 211    | Champion   |
| 2022   | Drexler Automotive Formula 3 Cup | Jo Zeller Racing | 14      | 14        | 5              | 3               | 14      | 350    | Champion   |
| 2023   | Drexler Automotive Formula 3 Cup | Jo Zeller Racing | 16      | 2         | 1              | 2               | 12      | 259    | 3e         |
| 2023   | Formula F2000 Italian Trophy     | Jo Zeller Racing | 14      | 1         | 0              | 0               | 7       | 231    | 3e         |
| 2024   | Drexler Automotive Formula 3 Cup | Jo Zeller Racing | 16      | 4         | 1              | 2               | 14      | 269    | 2e         |
| 2024   | Formula F2000 Italian Trophy     | Jo Zeller Racing | 14      | 3         | 0              | 0               | 11      | 239    | 3e         |